# Dué le quartz

듀르퀄즈(영어: Dué le Quartz, 일본어: デュールクォーツ)으로 알려져 있는 일본의 4인조 락 밴드 그룹이다. 1999년부터 2002년까지 활동 하다가 해체 했다.